# 웨일스 해안길

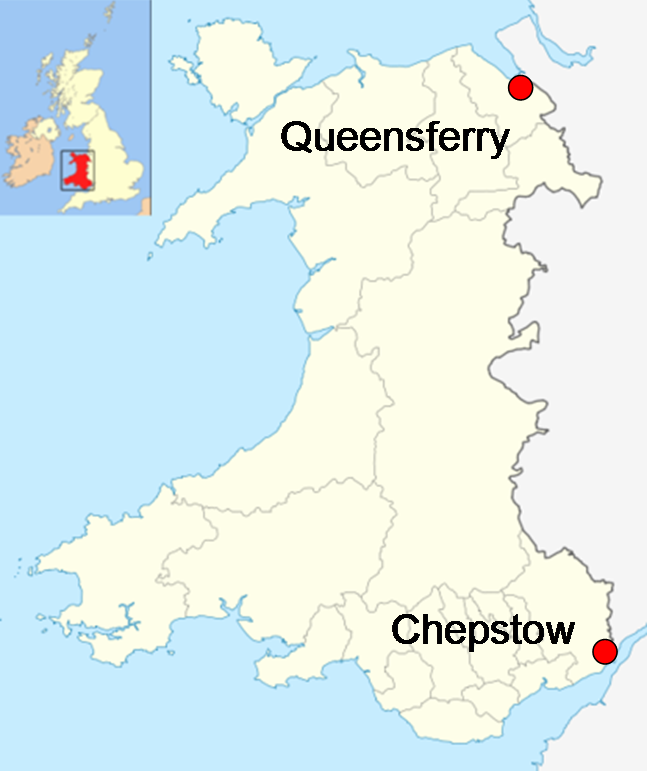
빨간 점으로 표시된 곳이 해안길의 시작과 끝이다. 좌측 상단에 삽입된 그림에는 영국 내 웨일스의 위치가 붉은 색으로 표시되어 있다.

웨일스 해안길(웨일스어: Llwybr Arfordir Cymru [ˈɬʊibɨr arˈvɔrdɪr ˈkəmri], 영어: Wales Coast Path)은 웨일스의 전체 해안이 하나로 이어진 긴 오솔길이다. 웨일스 해안길은 2012년 5월에 개장하였으며 남부의 쳅스토우부터 북부의 퀸스페리에 이르는 1,400km를 도보로 이동할 수 있다.
웨일스는 세계 최초로 전체 해안을 도보로 여행할 수 있는 국가이며, 2012년 론리플래닛에서는 웨일스의 해안을 세계 최고의 여행지 10곳 중 1위로 선정한 바 있다.

## 참고 문헌
1. ↑  Lonely Planet's Best in Travel: Top 10 Regions for 2012 http://www.lonelyplanet.com/wales/travel-tips-and-articles/76854